# Union sacrée

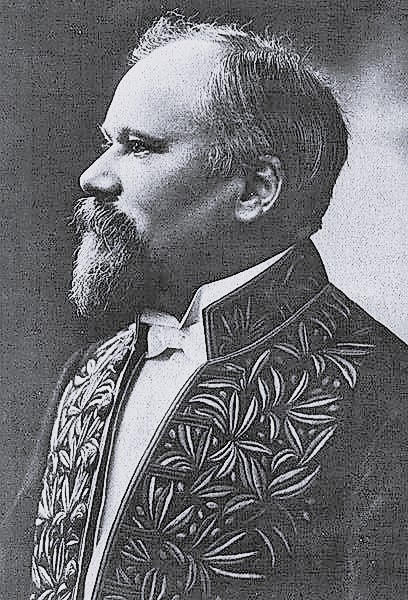
Raymond Poincaré

La union sacrée (en català, literalment, "unió sagrada") és la treva temporal i acostament que van tenir diferents moviments polítics i religiosos a França davant la imminència de la Primera Guerra Mundial.
Aquesta expressió va ser usada per primer cop a la Cambra dels Diputats francesa, el 4 d'agost de 1914, l'endemà que Alemanya declarés la guerra a França, pel llavors president de la República Francesa, Raymond Poincaré, en una crida a unir-se contra l'enemic. La totalitat d'organitzacions sindicals i polítiques d'esquerres, encapçalades per la CGT francesa i la Secció Francesa de la Internacional Obrera (SFIO) es van aliar amb el govern, i aquesta unió va persistir, tret d'algunes dissidències d'esquerra, fins a la fi de la guerra.
A d'altres països participants en aquesta guerra, com Anglaterra, Rússia o Alemanya, es van produir moviments anàlegs. En el cas d'Alemanya, aquest va ser instigat pel Partit Socialdemòcrata d'Alemanya (SPD), i es va anomenar Burgfrieden (pau de les fortificacions).